# Ahmet Çakı
Ahmet Çakı (Mersina, 22 giugno 1975) è un allenatore di pallacanestro turco.

## Carriera
Çakı ha costruito la sua carriera da allenatore, iniziando come assistente al Darüşşafaka e per la nazionale turca, diventando poi capo allenatore del Darüşşafaka, Erdemirspor e Tofaş.
Dal 2014 al 2016, Çakı lavorò per l'Anadolu Efes, prima come assistente di Dušan Ivković, diventando poi capo allenatore a metà della stagione seguente a causa del licenziamento dell'allenatore serbo, finendo la stagione con un record di 24-6.
Il 20 giugno 2016, Çakı firma con l'Alba Berlino, squadra militante nella Basketball-Bundesliga, venendo però licenziato il 25 aprile dell'anno successivo.
Il 20 giugno 2018, Çakı ritorna al Darüşşafaka, firmando un contratto biennale con il club turco, venendo però licenziato pochi mesi dopo a causa di un brutto inizio di stagione.